# Voyage au bout de la solitude
Pour les articles homonymes, voir Into the Wild (homonymie).
Voyage au bout de la solitude (Into the Wild) est un récit biographique de Christopher McCandless écrit par Jon Krakauer, publié en 1996. Il retrace l'histoire véridique de ce jeune homme qui avait troqué la civilisation pour un retour à la vie sauvage, et y avait trouvé la mort. Il s'agit d'une version longue d'un article de Krakauer, intitulé Death of an Innocent et paru dans le numéro de janvier 1993 de Outside,.
Le livre alterne l'histoire de McCandless et une discussion sur les expériences de la nature sauvage de personnes telles que Everett Ruess, John Muir et John Menlove Edwards aussi bien que celle des aventures de l'auteur. Krakauer se rend pour la première fois en Alaska en 1974 et y est retourné une vingtaine de fois depuis. Il a travaillé durant trois ans sur ses recherches pour cette biographie. Ce récit a été adapté au cinéma en 2007 par Sean Penn dans le film Into The Wild. Emile Hirsch y interprète Christopher McCandless.

## Contexte
Chris McCandless grandit à Annandale, dans le comté de Fairfax en Virginie. Il meurt à 24 ans dans une zone sauvage de l'Alaska. Bien que la cause réelle reste hypothétique, il est suggéré qu'il ait succombé des suites d'une intoxication à une racine de pomme de terre sauvage ou de malnutrition. Après avoir obtenu son diplôme de l'Université Emory, à Atlanta, McCandless coupe tout rapport avec sa famille. Il fait don des 24 000 dollars restants de sa bourse à Oxfam international et commence son périple, abandonnant sa voiture. Il devient ainsi un leather tramp et se déleste de ses derniers billets. En avril 1992, Jim Gallien dépose McCandless sur la route peu praticable de Stampede en Alaska. À partir de là, il continue à pied son voyage dans la neige avec seulement 10 livres de riz, une carabine .22 Long Rifle, un appareil photo, plusieurs boîtes de cartouches, des livres et une carte.
Il meurt en août. Son corps est trouvé deux semaines plus tard, en septembre, par un groupe de chasseurs d'élans.

## Histoire
Le livre débute par la découverte du corps de McCandless dans un bus abandonné en Alaska . Il relate le voyage de cet Américain durant deux ans. Christopher McCandless abandonne son vrai nom au début de son périple, adoptant le surnom d'Alexander Supertramp (Alexander super-vagabond).
Avant qu'il ne décide de parcourir les États-Unis, le jeune homme vit avec ses parents, Samuel Walter McCandless, Jr (se faisant appeler Walt) et Wilhelmina McCandless, née Johnson (surnommée Billie) ainsi que sa sœur, Carine McCandless. Ses parents se disputent sans cesse, ce qui le traumatise. Il a une vision assez dure de la société. Pour lui l'argent et le pouvoir ne sont qu'illusion, la seule valeur importante c'est la nature et la quête de vérité. Il décide de partir de chez lui sans prévenir sa famille, et son départ va rapprocher ses parents traumatisés par sa disparition. Il rencontre plusieurs personnes durant son parcours. Il part pour l'Alaska et n'en reviendra jamais.
Krakauer pense que la personnalité de McCandless est fortement influencée par ses lectures : Léon Tolstoï, Henry David Thoreau, Mark Twain et surtout Jack London. Il analyse les similitudes entre l'expérience de ce jeune homme et la sienne, racontant en détail sa propre tentative d'ascension du Pouce du Diable en Alaska. Il narre également les histoires d'autres jeunes gens qui disparurent dans la nature, tels qu'Everett Ruess, un artiste mort dans le désert de l'Utah en 1934 à 20 ans.
Son récit est parsemé de descriptions de la famille de McCandless et de ses familles. Il croise entre autres la route de Wayne Westerberg à Carthage, dans le Dakota du Sud, avec qui il se lie rapidement.
McCandless survit environ 112 jours dans l'Alaska sauvage, se nourrissant de racines et de gibier. Il garde à jour un journal relatant son expérience. Bien qu'il ait prévu de camper sur la côte, il décide de s'installer dans un ancien bus aménagé. En juillet, il essaie de partir, mais l'état de la rivière l'empêche de rejoindre la route. Vers la fin du mois, il rapporte dans son journal qu'il est extrêmement faible et note « pot. seeds ». Selon l'auteur, il semble que McCandless ait mangé des racines de Hedysarum alpinum, comestibles au printemps, mais difficilement mangeables en été. Il dut donc se rabattre sur les graines. Krakauer émet l'hypothèse que les graines contenaient un alcaloïde très toxique. Cette hypothèse est confirmée par une étude de Southard, Long, Kolbert, Thadenar et Krakauer parue dans la revue Wilderness and Environmental Medecine en octobre 2014. Cet empoisonnement, associé à son état de malnutrition, cause sa mort en août 1992.

## Erreurs
En 2007, le réalisateur indépendant Ron Lamothe (en) dirige le documentaire The Call of the Wild (en). Ses travaux, basés sur des interviews d'une douzaine de personnes ayant côtoyé McCandless, démontrent qu'il existerait des inexactitudes dans le livre de Krakauer. Ainsi McCandless ne s'est pas débarrassé de ses documents d'identité, qui ont été retrouvés, ainsi qu'une carte et de l'argent. Selon lui, la mort n'est pas liée à un empoisonnement à la suite de la prise de graines, mais simplement à la malnutrition. Néanmoins, une étude de 2014 confirme l'hypothèse de Krakauer (voir plus haut).